# Kosmos 79
Kosmos 79 – radziecki satelita rozpoznawczy. Dziesiąty statek typu Zenit-4 należącego do programu Zenit, którego konstrukcja została oparta na załogowych kapsułach Wostok.